# ساخزن بای آنسباخ
ساخزن بای آنسباخ (به آلمانی: Sachsen bei Ansbach) یک شهر در آلمان است که در آنسباخ واقع شده‌است.